# リーネ・ヴァルンダンル
リーネ・ヴァルンダンル（Line Verndal）は、ノルウェーの女優。

## 出演作品
- 私立探偵ヴァルグ
- キムと森のオオカミ